# Эгон VIII Фюрстенберг-Хайлигенбергский
Эгон VIII Фюрстенберг-Хайлигенбергский (21 мая 1588, Шпайер — 24 августа 1635, Констанц) — имперский граф Фюрстенберг-Хайлигенберг (1618—1635), имперский (с 1634) и баварский Фельдцейхмейстер (с 28 марта 1635), крупный полководец Католической лиги во время Тридцатилетней войны.
Эгон происходил из знатного рода Фюрстенбергов. Его отец — Фридрих IV фон Фюрстенберг-Хайлигенберг (1563—1617), а мать Елизавета фон Зульц (1562/1563-1601), дочь графа Альвига фон Зульца. Предположительно, он был третьим сыном Фридриха IV.
В начале своей карьеры он занимал в престижные церковные должности (хорепископ Магдебургский и Страсбургский, настоятель церкви Св. Герона в Кёльне, викарий епископа Пассауского и Страсбургского etc.). С 9 сентября 1619 г. — участник Тридцатилетней войны на стороне Католической Лиги. Во время осады Лейпцига 14 сентября 1631 г. командовал правым крылом имперской армии фельдмаршала Тилли. 27 декабря 1631 получил генеральский чин — генерал-фельдвахмистр (генерал-майор).

## Семья
Жена (9.6.1619): принцесса Анна Мария фон Гогенцоллерн-Гехинген (8.9.1603 — 23.8.1652), дочь князя Иоганна Георга Гогенцоллерн-Гехингенского и Франциски цу Зальм, вильд- и рейнграфини цу Зальм-Нёвиль
Дети:
- Элеанора (1620 — ?)
- Элизабета (15.6.1621 — 15.09.1662), графиня фон Фюрстенберг-Хайлигенберг. Муж (1643): Фердинанд д’Аспремон (1611—1665), граф д’Аспремон-Линден и Рекхайм
- Фердинанд Фридрих Эгон (6.2.1623 — 28.8.1662), граф фон Фюрстенберг, управлял императорским надворным советом. Жена (1645): Франсуаза Элизабет де Монришье (ум. 1688)
- Леопольд Людвиг Эгон (23.1.1624 — 7.6.1639)
- Франц Эгон (10.4.1626 — 1.4.1682), епископ Страсбурга
- Герман Эгон (5.11.1627 — 22.9.1674) — князь Фюрстенберга (с 12.5.1664 года). Жена (1655): графиня Мария Франциска фон Фюрстенберг-Штюлинген (1638—1680), дочь графа Фридриха Рудольфа фон Фюрстенберга и графини Анны Магдалены фон Ханау-Лихтенберг
- Иоганн Эгон (11.10.1628 — 26.4.1629)
- Вильгельм Эгон (2.12.1629 — 10.4.1704) — епископ Страсбурга, кардинал
- Эрнст Эгон (21.5.1631 — 4.5.1652), убит в бою под Этампом
- Мария Франциска (18.5.1633 — 7.3.1702). 1-й муж (1651): пфальцграф Вольфганг Вильгельм Нойбургский (1578—1653); 2-й муж (1666): маркграф Леопольд Вильгельм Баден-Баденский (1626—1671)